# Federação Sindical Mundial
A Federação Sindical Mundial (FSM) é uma federação internacional de sindicatos.

## História

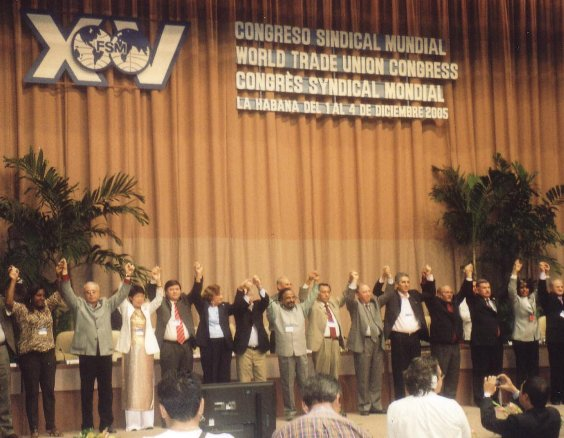
XIV Congresso da FSM realizado na cidade de Havana, Cuba, em dezembro de 2005

A FSM foi fundada em 3 de outubro de 1945 em Paris, França. É a segunda organização sindical mais antiga do mundo e fundadora da Organização Internacional do Trabalho (OIT). Segue a linha do movimento sindical de classe e luta contra o capitalismo e o imperialismo por uma sociedade sem a exploração do homem pelo homem. Sua tendência é comunista e marxista-leninista.
Inicialmente a FSM abrigou os sindicatos da Europa, América do Norte e do resto do mundo de tendências social-democrata e comunista. Porém, devido às tensões da Guerra Fria e às divergências entre essas mesmas tendências, os sociais-democratas se separaram e formaram a Confederação Internacional de Sindicatos Livres (COISL) - que, em 2006, fundiu-se à Confederação Mundial do Trabalho (CMT) para formar a Confederação Sindical Internacional (CSI). 

### Atualmente
Atualmente a FSM possui cerca de 92 milhões de membros em 126 países (dados do período 2011-2016). No Brasil, é representada pela central sindical CTB, que chegou a ocupar uma cadeira da vice-presidência em 2011 e pela Unidade Classista, que é membro da FSM desde 2016. Em 2019 a FSM mostrou-se solidária com os trabalhadores e povo da Síria.

## Sedes
As sedes da FSM de 1945 até os dias atuais:
- Paris (1945-1953)
- Viena (1953-1956)
- Praga (1956-2005)
- Atenas (2006- atualmente)

## Estrutura
A estrutura, a organização e direção da FSM são compostas, respectivamente, pelo Congresso Sindical Mundial, Conselho Presidencial e Secretariado.

### Congresso Sindical Mundial
| Edição | Ano                            | Sede       |
| I      | 3-8 de outubro de 1945         | Paris      |
| II     | 29 de junho-9 de julho de 1949 | Milão      |
| III    | 10-21 de outubro de 1953       | Viena      |
| IV     | 4-15 de outubro de 1957        | Leipzig    |
| V      | 4-15 de dezembro de 1961       | Moscou     |
| VI     | 8-22 de outubro de 1965        | Varsóvia   |
| VII    | 17-31 de outubro de 1969       | Budapeste  |
| VIII   | 15-22 de outubro de 1973       | Varna      |
| IX     | 16-23 de abril de 1978         | Praga      |
| X      | 10-15 de fevereiro de 1982     | Havana     |
| XI     | 1986                           | Berlim     |
| XII    | 13-19 de novembro de 1990      | Moscou     |
| XIII   | 1994                           | Damasco    |
| XIV    | 25-28 de março de 2000         | Nova Delhi |
| XV     | Dezembro de 2005               | Havana     |
| XVI    | 6-10 de abril de 2011          | Atenas     |
| XVII   | 5-8 de outubro de 2016         | Durban     |

### Conselho presidencial

#### Presidentes
- Walter Citrine (1945)
- Arthur Deakin (1945-1946)
- Giuseppe Di Vittorio (1946-1949)
- Agostino Novella (1949-1959)
- Renato Bitossi (1959-1961)
- Enrique Pastorino (1961-1969)
- Sandor Gaspar (1969-1975)
- Antonio Neto (1975-1994)
- K. L. Mahendra (1994-2000)
- Shaban Assouz (2000-2016)
- Michael Mzwandile Makwayiba (Desde 2016)

### Secretariado

#### Secretários-gerais
A seguir, a lista de secretários-gerais da FSM desde a sua fundação até a atualidade:
- Louis Saillant (1945-1969)
- Pierre Gensous (1969-1978)
- Enrique Pastorino (1978-1980)
- Ibrahim Zakaria (1980-1990)
- Alexander Zarikov (1990-2005)
- George Mavrikos (Desde 2005)

## Ligações Externas
- Site oficial (em português)
- Site oficial da FSM América (em castelhano)